# Live (Wolf Kati-album)
A Live Wolf Kati 3. stúdióalbuma.

## Az album dalai[1]
1. Utazás (Rakonczai Viktor-Orbán Tamás)
2. Lángolj (Sztevanovity Krisztián-Sztevanovity Dusán)
3. Hívjuk elő! (Szűcs Norbert-Geszti Péter)
4. Az, aki voltam (Sztevanovity Krisztián-Sztevanovity Dusán)
5. Remeg a föld (Dajka Krisztián-Nemes Csaba-Janky Balázs)
6. Megtalállak még (FLM)
7. Holding Out For A Hero (Jim Steinman)
8. Kiss (Prince)
9. Szerelem, miért múlsz? (Rakonczai Viktor-Rácz Gergő-Geszti Péter)
10. Szabadnak lenni (Sztevanovity Krisztián-Sztevanovity Dusán)